# Gyala Peri
Der Gyala Peri (chinesisch: 加拉白垒, Pinyin: Jiālābáilěi) ist mit 7294 m der zweithöchste Gipfel der östlichsten Ausläufer des Himalaya.
Höher noch ist der 22 km südlicher gelegene Namjagbarwa mit 7782 m. Der Gyala Peri befindet sich im Kreis Mêdog (me tog rdzong མེ་ཏོག་རྫོང། / Mòtuō Xiàn 墨脱县) im Regierungsbezirk Nyingchi in Tibet in China. Beide Berge umschließen die große Biegung des Yarlung Zangbo, auch kurz „Zangbo“ oder „Tsangpo“ genannt („Der Reinigende“). Er bildet den Oberlauf des Brahmaputra, weshalb die Stelle auch die Yarlung Zangpo/Brahmaputra-Schleife genannt wird. Hier liegt zugleich der Eingang zu den Dihangschluchten, in welchen der Fluss schnell Höhe abbaut. Die enge Schlucht zwischen den Bergen gilt als die weltweit größte und unbegehbar.
Bis heute ist das Gebiet aufgrund seiner Unzugänglichkeit weitgehend unbekannt. Chinesen erforschen die Gegend zwar, doch bilden logistische Schwierigkeiten und die klimatischen Bedingungen große Hindernisse. Eine der Fragestellungen, die die Forschung bewegt ist die, wie und warum der fast 3000 Kilometer lange Himalaya hier als Gebirgseinheit endet.

## Besteigungsgeschichte
Die Erstbesteigung des Gipfels erfolgte 1986 durch eine japanische Expedition über den Südgrat. Diese zog sich über einen Monat hin. Im Himalayan Index des Alpine Clubs sind keine weiteren Besteigungen aufgeführt.

## Staudammprojekt
Die Regierungsbehörden hatten am nordöstlichsten Punkt der Flussschleife um die beiden Berge Gyala Peri und Namjagbarwa die Einrichtung eines „Yarlung Tsangpo Grand Canyon“-Nationalparks angedacht, gleichwohl erübrigten sich diese Pläne durch ein Dammprojekt zur Stromerzeugung. Er soll 160 m hoch werden und würde mit 26 Turbinen und einer geplanten Leistung von 40.000 MW das größte Wasserkraftwerk der Erde werden. Dieses umstrittene Projekt erfährt insbesondere aus Indien große Kritik, da die entlang des Flusses liegenden Dörfer nachhaltig beeinträchtigt würden.